# Внутренняя картина здоровья
Внутренняя картина здоровья (ВКЗ) — продукт познавательной и личностной активности субъекта, целостное представление человека о здоровье, его ценности, путях его достижения и поддержания, а также оценка собственного состояния и доступных психических и физических ресурсов.
Термин был впервые употреблен В. М. Смирновым и Т. Н. Резниковой в 1983 г. Начало разработки феномена ВКЗ было обусловлено несколькими причинами. Во-первых, глобальным переходом науки от патоцентрической парадигмы к саноцентрической, то есть перемещением фокуса внимания с лечения болезни на поддержание здоровья, а также рассмотрением его в культурно-историческом контексте и контексте психосоматического развития индивида. Во-вторых, изменением ценностных установок общества и превращение субъектного (активного) отношения к здоровью в эталон. Наконец, введение данного конструкта можно объяснить развитием понятия внутренней картины болезни (ВКБ), которое предполагает учёт и субъективной картины здоровья в качестве точки отсчета.

## Структура внутренней картины здоровья
Проблема структуры ВКЗ отражает её субъективный аспект. Внутренняя картина здоровья представляет собой сложный психологический феномен, который включает в себя ряд уровней. Однако структура ВКЗ варьируется у разных авторов. 

### Уровни ВКЗ
В соответствии с руководством по психологии здоровья рассматриваются следующие уровни ВКЗ .

#### Сенсорный уровень
Сенсорный уровень является базовым в становлении ВКЗ. Телесный опыт состоит из самочувствия и образа тела.
Самочувствие формируется на основе интрацептивных ощущений, которые играют ведущую роль в младенческом возрасте. Первичное различение телесных сигналов идёт по линиям базовых потребностей (боль - не боль, голод - сытость, тепло - холод, сухость - влага, приятность - неприятность). При этом, на данном возрастном этапе самочувствие человека представляет собой психосоматическое единство: как с точки зрения единства интероцептивных и эмоциональных процессов, так и с точки зрения разделённость его с матерью.
Образ тела формируется на основе экстероцепции и метакогнитивных механизмов (например, привязанности и социально - эмоциональной обратной связи).
В целом можно сказать, самочувствие и образ тела представляют собой два вектора психосенсорного развития. Так, первый представляет собой дифференциацию ощущений, а второй - их интеграцию.

#### Когнитивный уровень
К когнитивному уровню относятся представления о здоровье, когнитивные аттитюды, локус контроля здоровья.
Представления о здоровье - это определение субъектом здоровья как такового. Они являются наиболее широко изученными в психологии, как в рамках ВКЗ, так и в подходах к построению моделей поведения, связанного со здоровьем (см. раздел 4). Специфика подхода ВКЗ заключается в системном подходе: когнитивный уровень изучается не только сам по себе, но и во взаимодействии с другими уровнями.
Существуют разные взгляды на развитие когнитивного уровня ВКЗ. Среди наиболее распространённых можно выделить теории, построенные на основе стадий когнитивного развития по Ж. Пиаже (например, R. Bibace & M. E. Walsh) и теории врожденного понимания (C. Kalish). Также предлагаются модели, согласно которым представления о здоровье и болезни у детей формируются по принципу схем (С. Нормандо), на основе субъективного опыта болезни (S. L. Goldman), социального научения (А. Бандура) и локуса контроля (J. B. Rotter).

#### Эмоциональный уровень
К эмоциональному уровню ВКЗ относятся аффективные аттитюды, тревога и страхи, связанные со здоровьем. Аффективные аттитюды - это чувства по отношению к объектам, связанным со здоровьем. Тревога о здоровье - это тревога, которая связана с неверной интерпретацией телесных ощущений и восприятие их как опасных для здоровья. Высокий уровень тревоги о здоровье связан с ипохондрией.
Данный уровень изучен гораздо меньше в связи недостаточностью методологического аппарата: эксплицитные методики и методы самоотчёта были недостаточны для изучения неосознаваемых установок в отношении здоровья. Данная проблема была частично решена с введением имплицитных методик (например, имплицитного ассоциативного теста).

#### Ценностно-мотивационный уровень
Ядром данного уровня является ценность здоровья - абстрактная мотивация по сохранению своего физического и психического благополучия. Сюда же относятся и ценности, которые могут противоречить этой мотивации и создавать ценностный конфликт, отражающийся на когнитивном и эмоциональном уровнях. Именно с ним многие исследователи связывают амбивалентные аттитюды и возникновение тревоги о здоровье.

### Структура ВКЗ по Ананьеву
По В. А. Ананьеву, ВКЗ включает в себя когнитивный, эмоциональный и поведенческий уровни.

#### Когнитивный уровень
Когнитивный уровень представляет собой рациональную сторону ВКЗ и включает в себя совокупность субъекта о здоровье: причины, содержание, возможные прогнозы, а также оптимальные способы сохранения, укрепления и развития здоровья.

#### Эмоциональный уровень
Эмоциональный уровень — это чувственная сторона ВКЗ, которая включает в себя переживание здорового самочувствия, связанное с комплексом ощущений, формирующих эмоциональный фон.

#### Поведенческий уровень
Поведенческий уровень ВКЗ является моторно-волевой стороной. Это совокупность усилий, стремлений, конкретных действий здорового человека, обусловленных его системой верований (когнитивный уровень) и направленных на достижение субъективно значимых целей.

## Формирование внутренней картины здоровья
И здоровье, и болезнь человека объективируются его телесностью. Телесность, в свою очередь, развивается подобно любой высшей психической функции, через усвоение системы значений и способов регулирования ребёнком его телесных проявлений. Важную роль в этом процессе играет значимый взрослый, который является посредником между ребёнком и миром культуры. В силу своей социальности, ВКЗ подвержена влиянию культурных эталонов и стереотипов. Социум задает идеалы внешности и эталоны здоровья, предлагает различные формы контроля над своим самочувствием.
Таким образом, формирование внутренней картины здоровья идет путем интериоризации общественных значений и смыслов в процессе взаимодействия ребёнка с ближайшим социальным окружением (семья, учителя, врачи, сверстники, СМИ). Часто одинаково релевантная информация, получаемая из разных источников, оказывается противоречивой, что негативно сказывается на главной функции ВКЗ — регуляции деятельности индивида в отношении его поведения, направленного на поддержание здоровья.
Формирование ВКЗ является гетерохронным, то есть уровни ВКЗ развиваются неравномерно на разных возрастных этапах. ВКЗ ребёнка — важная часть его Я-концепции, которая представляет собой совокупность установок, направленных им на свое здоровье. Формирование ВКЗ в процессе развития ребёнка проходит несколько этапов. Для каждого этапа характерны основные психологические системообразующие факторы, влияющие на отношение ребёнка к своему здоровью. Первый этап охватывает период младенчества. Это этап эмоциональной привязанности ребёнка к матери. Эмоциональная привязанность — основа здорового эмоционального и социального развития ребёнка в последующие годы.
Второй этап охватывает период раннего детства. Это этап формирования идентичности и подражания. Примерно с полутора до двух лет ребёнок начинает осознавать свои возможности и свое состояние. Формирование ВКЗ осуществляется по типу родительского отношения к здоровью, ребёнок подражает поведению родителей в отношении своего здоровья.
Третий этап - это этап конкретно-ситуативного представления о здоровье и эмоционального отношения к нему. Охватывает период дошкольного возраста.
Четвёртый этап — этап осознания и эмоционально-оценочного отношения к своему здоровью. Этот этап охватывает младший школьный возраст.
Пятый этап — этап возникновения социальной установки личности подростка на свое здоровье, которая включает в себя когнитивные, эмоциональные и поведенческие компоненты . 

## Соотношение субъективности и субъектности внутренней картины здоровья
Субъектность ВКЗ рассматривается прежде всего с точки зрения поведения по отношению к здоровью, его факторов, способов становления и управления им.
В идеальном случае субъективность (структура ВКЗ) рассматривается как включённая в субъектность (саморегуляция). При таком варианте уровни ВКЗ не противоречат друг другу и формируют поведение заботы о себе. Противоположностью является вариант, когда субъективность и субъектность оказываются разъединены: деятельность человека в отношении здоровья не обусловлена его ВКЗ, которая по большей части представляет собой перцептивно-оценочные феномены (комфорт/дискомфорт), и подчиняется внешним агентам (родителям, специальным институтам и пр.). Между этими полюсами существуют различные варианты сочетания частично сформированной субъективной оценки здоровья с частично осуществляемой субъектности здоровья.

## Мотивационные модели поведения, связанного со здоровьем
Проблема поведения в отношении здоровья также специально рассматривается в психологии здоровья. Мотивационные модели (модели континуума) были предложены для предсказания поведения, связанного со здоровьем, однако затем, в связи с практическим запросом, их задача трансформировалась в изменение поведения, связанного со здоровьем.

### Теория субъективной ожидаемой полезности
Данная теория была предложена в 1954 году У. Эдвардсом для объяснения процесса принятия решения. Согласно теории, поведение, направленное на поддержание здоровья, является следствием субъективной оценки ожидаемой полезности. Данная оценка представляет собой сумму произведений пользы каждого результата действия на вероятность данного результата (субъективно оцениваемые). Важно понимать, что модель не предполагает реальность осуществляемых операций, но скорее говорит, что человек ведет себя так, как будто их осуществляет.

### Модель убеждений о здоровье
Модель была разработана А. Розенстоком в 1974 году. В ней выделяется шесть факторов, которые вносят вклад в поведение, связанное со здоровьем независимо друг от друга: воспринимаемая уязвимость, воспринимаемая тяжесть, воспринимаемая выгода, воспринимаемые барьеры, мотивация к здоровью (мотивация совершать действия, способствующие здоровью) и стимулы к действию.

### Теория мотивации защиты
Теория была введена Р. Роджерсом в 1983 году и основывалась на модели стресса Р. Лазаруса. Согласно его взглядам, поведение, связанное со здоровьем, можно рассматривать как копинг-стратегию. Она зависит от мотивации защиты здоровья, определяемой как взаимодействие оценки угрозы и оценки совладания. К первой относится восприятие тяжести угрозы, серьёзности риска и собственной уязвимости для этой угрозы, а вторая включает в себя восприятие эффективности некоторого поведения и уверенности в своих возможностях действовать соответствующим образом.

### Социально-когнитивная теория
В социально-когнитивной теории А. Бандуры (1986), поведение, связанное со здоровьем, является результатом взаимодействия двух факторов: самоэффективности (уверенность в своих способностях осуществить некоторое поведение) и ожидания результата. Последнее может быть связано с ситуацией (вера в то, что результат зависит от влияния внешних сил) или с действием (убежденность в способность повлиять на результат).

### Теория запланированного поведения
А. Айзен и М. Фишбайн (1980) предложили теорию запланированного поведения, и на данный момент она является одной из наиболее распространённых и влиятельных моделей в психологии здоровья. Согласно модели, поведение, связанное со здоровьем, определяется силой намерения выполнять определённые действия и достигать поставленных целей (мотивационный фактор), которое зависит от установок (отношение человека к поведению), субъективных норм (представления человека о социально одобряемых в данной ситуации действий) и воспринимаемого поведенческого контроля (субъективная оценка сложности действия). При этом, последний может влиять на поведение непосредственно при условии, что он соответствует актуальному (реальному) контролю человека над действиями.

## Соотношение внутренней картины здоровья и внутренней картины болезни
В соответствии с новой парадигмой и представление о здоровье и болезни как об одном континууме, внутренняя картина болезни (ВКБ) является частным случаем ВКЗ, а именно в условиях болезни. Это связано с тем, что именно границы внутренней картины здоровья определяют переживание актуального состояния человека как здоровое или болезненное. То есть, человек воспринимает себя больным в том случаем, если его ощущения не «вписываются» в его концепцию здоровья. Кроме того, болезнь никогда не воспринимается абстрактно, «сама по себе», но всегда — в соотнесении с состоянием здоровья, его образом в прошлом и в будущем.